# Eurydice humilis
Eurydice humilis is een pissebed uit de familie Cirolanidae. De wetenschappelijke naam van de soort is voor het eerst geldig gepubliceerd in 1910 door Thomas Roscoe Rede Stebbing. Een enkel specimen van deze soort werd verzameld tijdens de Percy Sladen Trust Expeditie van 1905 nabij de Salomonseilanden.